# Kleine Donau (Fluss)
Die Kleine Donau (slowakisch Malý Dunaj, ungarisch Kis-Duna) ist ein Seitenarm der Donau in der Slowakei.
In der Nähe von Bratislava zweigt die Kleine Donau von der Donau ab und fließt in zahlreichen Mäandern etwa parallel nördlich entlang des Hauptflusses. Nach etwa 128 Kilometern mündet sie bei Kolárovo in den Fluss Waag. Der Teil der Waag zwischen Kolárovo und der Einmündung in die Donau wird sehr selten auch Waager Donau (Slowakisch: Vážsky Dunaj, Ungarisch: Vág-Duna) genannt. Das Flusssystem bildet die größte Binneninsel Europas, die Große Schüttinsel.

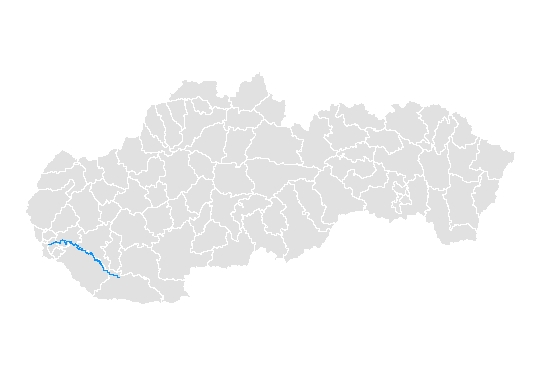
Karte der Kleinen Donau in der Slowakei

Von einem unbekannten Zeitpunkt an bis in das 16. Jahrhundert bildete die Kleine Donau den Hauptstrom der Donau.
Bei Hochwasser – etwa Juni 2013 – wird der Arm genutzt.